# Raion de Florești
Pour les articles homonymes, voir Florești.
Le raion de Florești est un raion de la république de Moldavie, dont le chef-lieu est Florești. En 2014, sa population était de 76 457 habitants.
Les autres grandes villes sont Ghindești et Mărculești.

## Démographie
| Groupe ethnique      | %    |
| -------------------- | ---- |
| Moldaves et Roumains | 88,0 |
| Ukrainiens           | 7,0  |
| Russes               | 4,1  |
| Autres               | 0,3  |
| Roms                 | 0,2  |
| Bulgares             | 0,1  |
| Gagaouzes            | 0,1  |

## Économie
33 200 entreprises sont implantées dans le raïon.

## Religions
- 98,5 % de la population du raïon est chrétienne, dont une grande partie sont orthodoxes.
- 0,3 % de la population est athée ou sans religion.